# Pirelli
Die Pirelli & C. S.p.A. ist ein 1872 gegründeter italienischer Reifenhersteller mit Sitz in Mailand. Das Unternehmen ist in den Bereichen Entwicklung und Produktion von Reifen für Kraftfahrzeuge und Fahrräder tätig und an der Borsa Italiana im Leitindex FTSE MIB gelistet.
Pirelli ist Reifenzulieferer zahlreicher Motorsportwettbewerbe sowie seit 2011 alleiniger Zulieferer der Formel 1.

## Pirelli-Konzern
Der Pirelli-Konzern ist aus einer 1872 von Giovanni Battista Pirelli gegründeten Gummiwarenfabrik hervorgegangen. Mit einer kleinen Belegschaft wurden telegraphische Leitungen, Unterseekabel und Fahrradreifen produziert. Im Jahr 1901 begann die Produktion von Autoreifen. 1983 und 2007 verwendete Volkswagen am VW Golf GTI für Sonderserien Felgen von Pirelli.

### Reifen

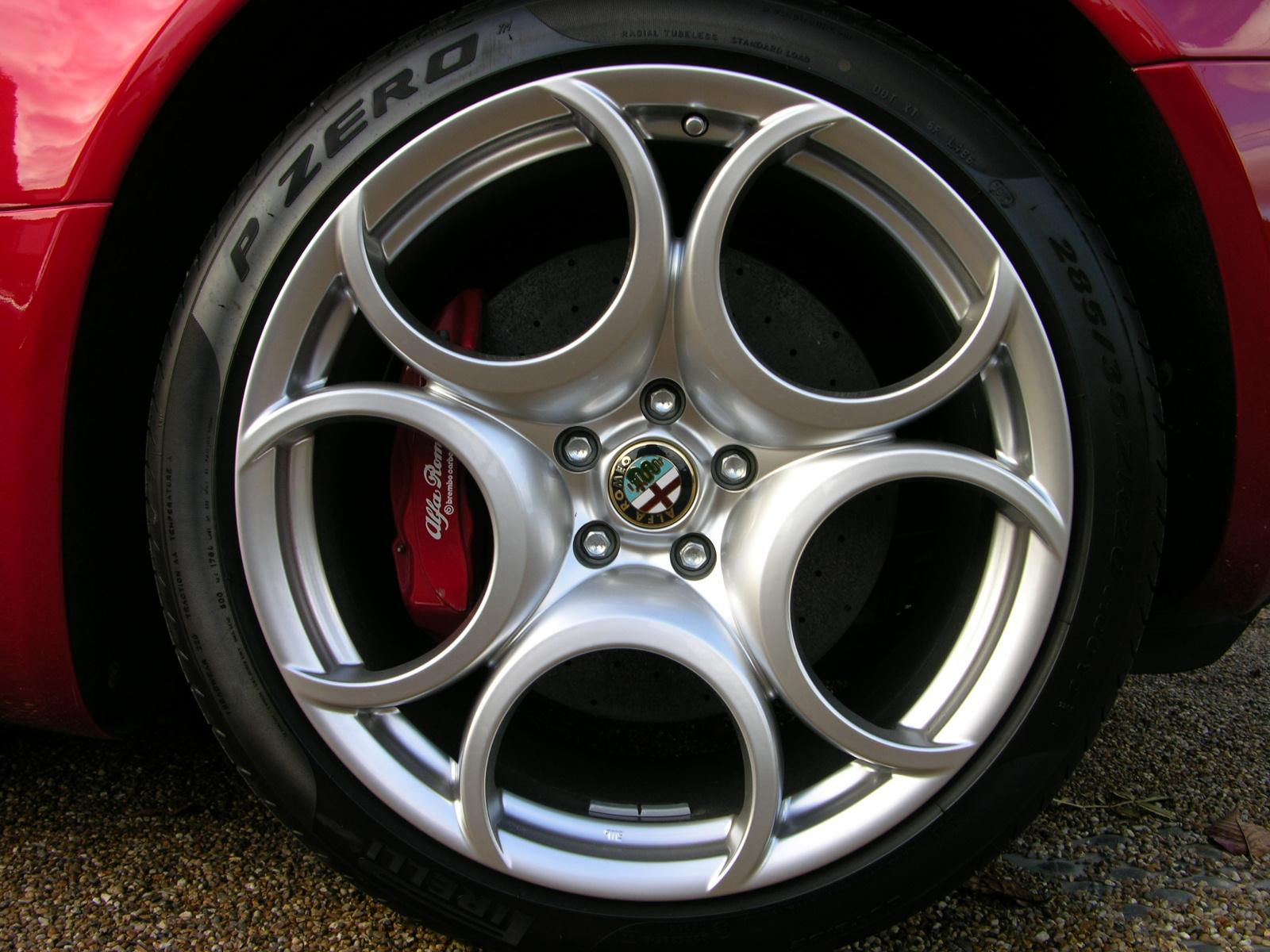
Pirelli P Zero 285/35 ZR20

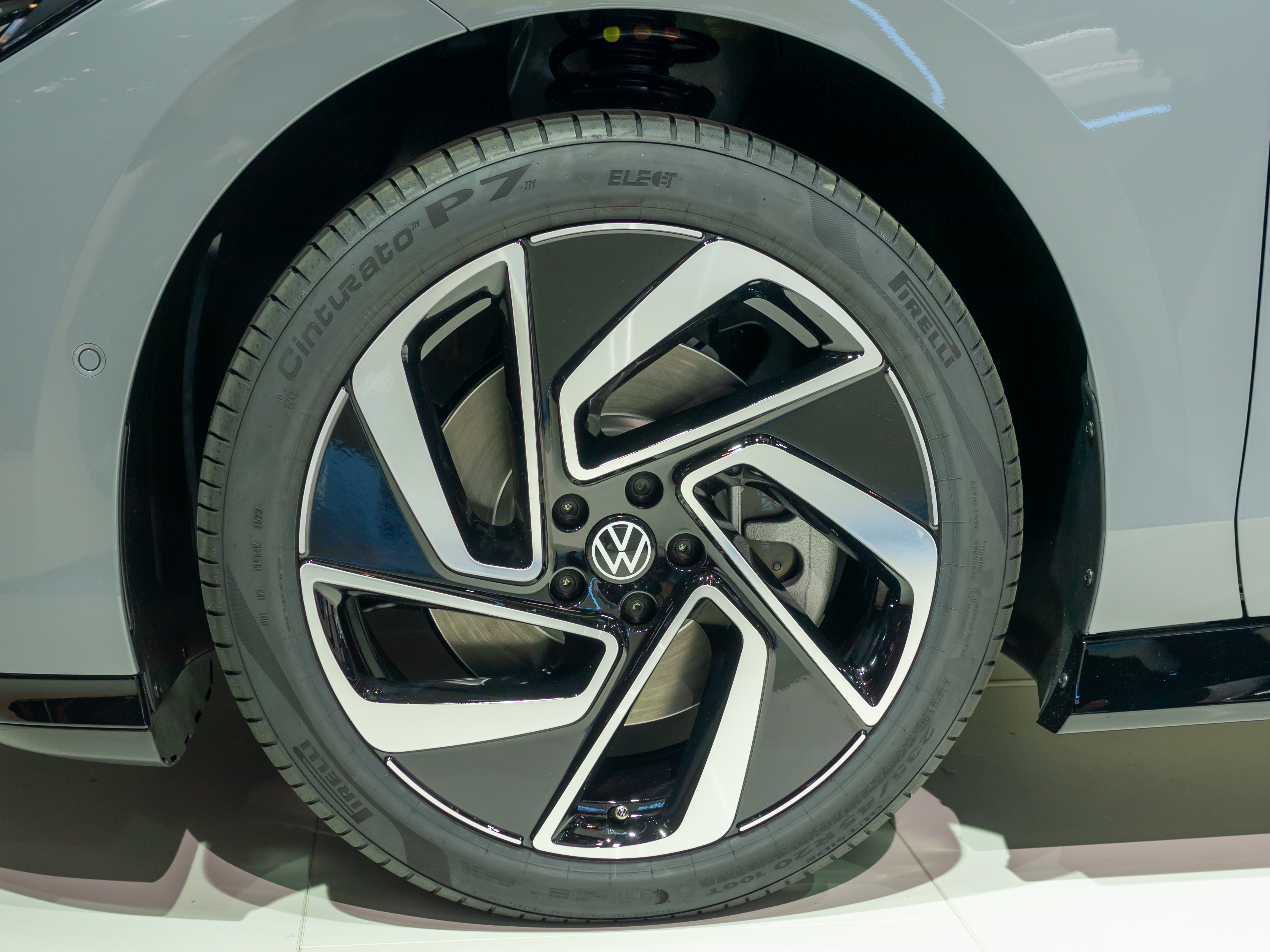
Pirelli Cinturato P7

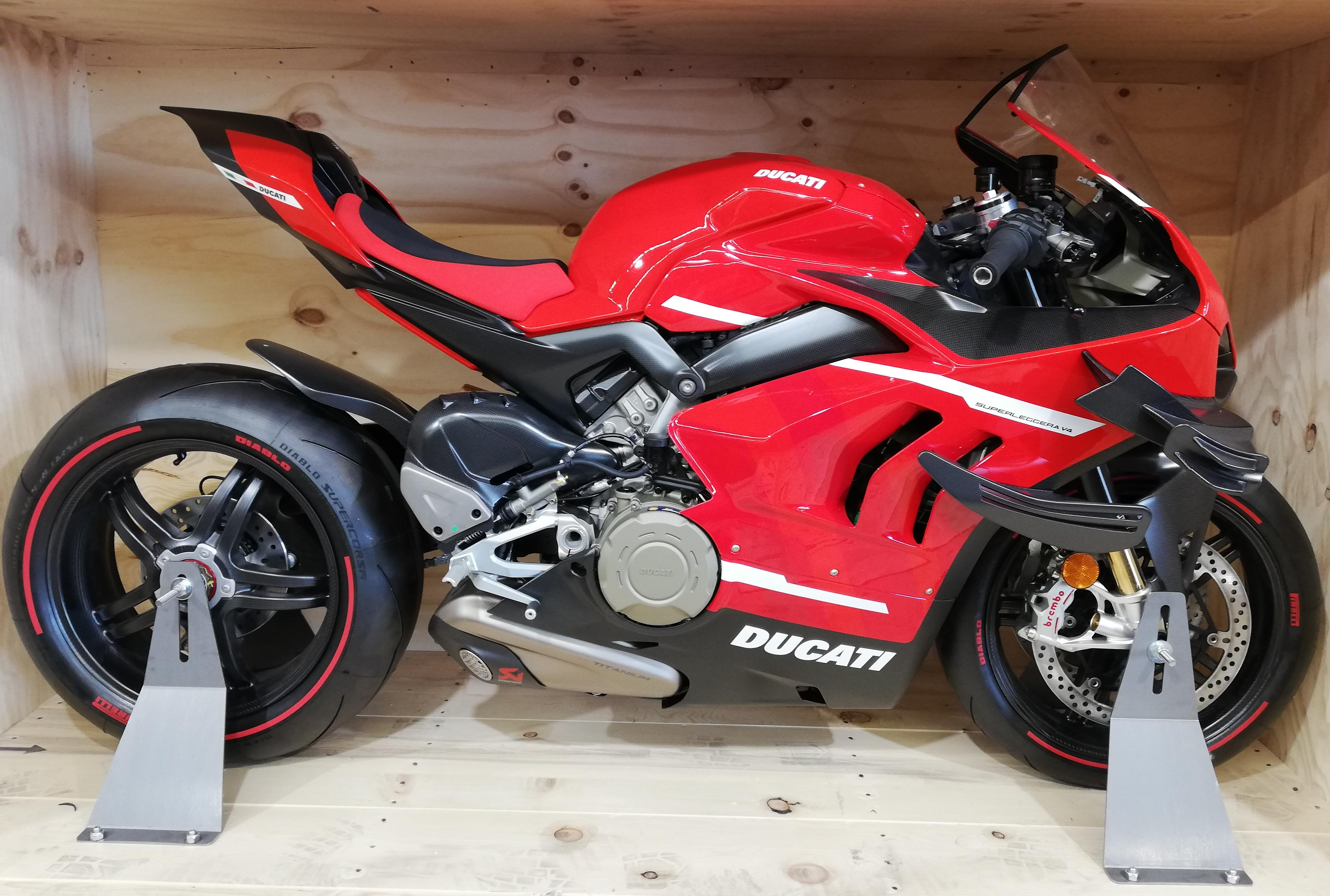
Pirelli Diablo Supercorsa Motorradreifen

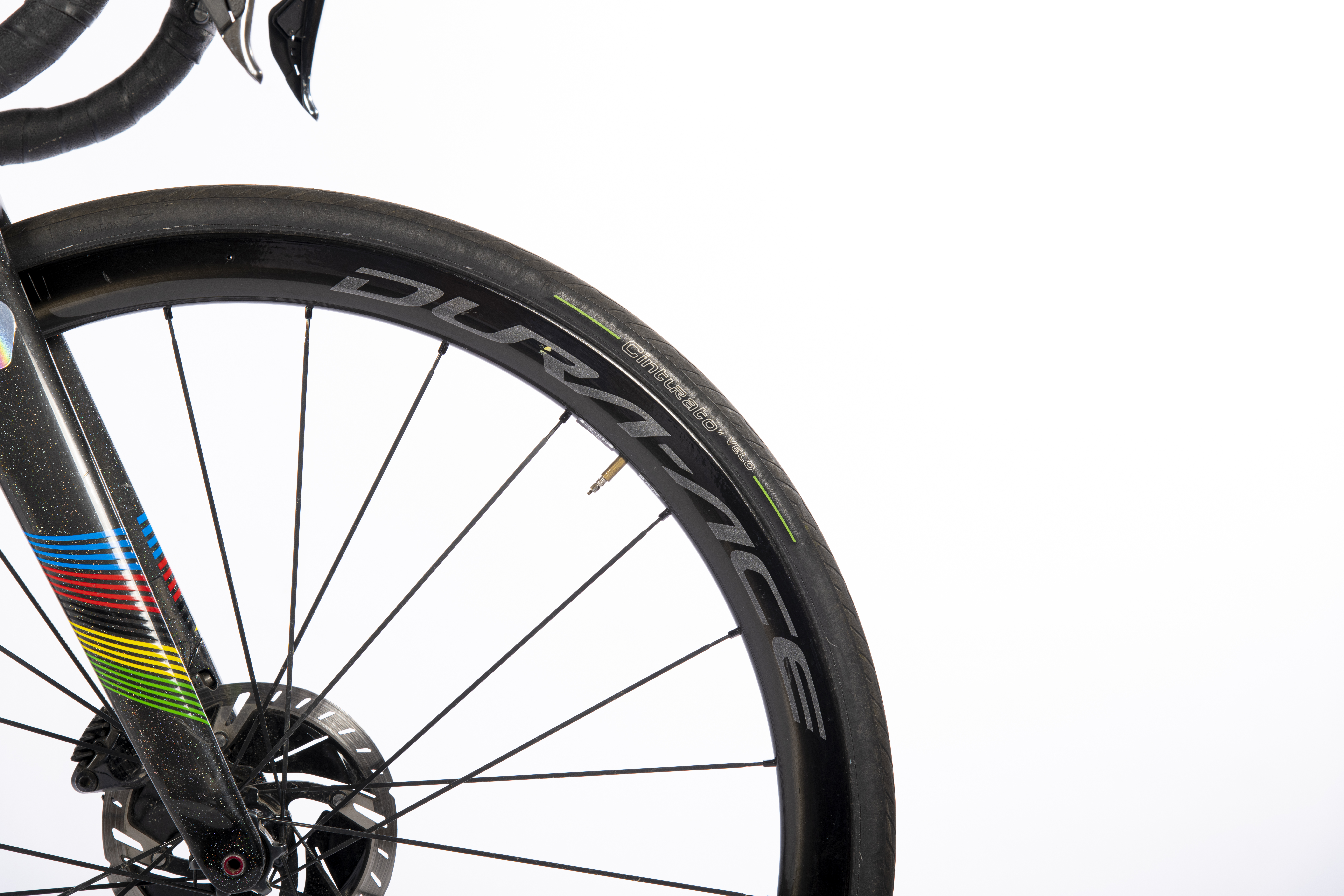
Pirelli Cinturato Velo TLR Fahrradreifen

1981 erzielte Pirelli weltweit einen Umsatz von 1,95 Milliarden US-Dollar und hatte einen Weltmarktanteil von 6,5 %. 1985 ordnete der Pirelli-Konzern seine Produktionsaktivitäten neu. Das 1872 gegründete und damals noch am Stadtrand Mailands befindliche Stammwerk „Bicocca“ lag mittlerweile im Zentrum der stark gewachsenen italienischen Metropole. Die Produktion wurde deshalb ausgelagert und Bicocca zum neuen Technologie- und Grundlagen-Forschungszentrum umgestaltet. In diesem Zusammenhang wurde auch der deutsche Pirelli-Standort in Breuberg im Odenwald von einer reinen Produktionsanlage für alle Reifentypen zum Haupt-Produktions- und Entwicklungszentrum für Pkw-Breit- und Ultra-High-Performance-Bereifungen umgewandelt.
Im Jahr 1986 übernahm Pirelli die Reifenaktivitäten von Metzeler und konzentrierte diese Marke auf den Bereich Motorradreifen. 1988 übernahm man den US-amerikanischen Reifenhersteller Armstrong und weitete seine Aktivitäten damit auch auf den nordamerikanischen Markt aus. 1991 wurde die Sparte Landwirtschaftsreifen in ein Joint Venture mit dem schwedischen Konzern Trelleborg AB eingebracht, der den Bereich 2001 vollständig übernahm und auch heute noch die Lizenzrechte für die Marke Pirelli Landwirtschaftsreifen innehat.
Von 1990 bis 1993 versuchte Pirelli die deutsche Continental AG zu übernehmen. Dementsprechend gab es ein großes Medienecho. Die Continental AG versuchte die feindliche Übernahme zu verhindern. Dies gelang, da eine Abwehrfront unter Federführung der Deutschen Bank eine Sperrminorität erwarb und Pirelli nach langem Kampf die Liquidität ausging.
Ende 2021 zeigte Volvo ein Konzeptfahrzeug mit Pirelli-Reifen, die zu 94 Prozent aus nachwachsendem Material bestanden.

#### Produktionsstandorte
Der Hauptsitz des Unternehmens befindet sich in Mailand, während sich die Produktion auf 19 Fabriken in 12 Ländern verteilt und insgesamt 75 Millionen Reifen hergestellt werden (2020).
Jeweils drei Fabriken befinden sich in Brasilien und China, je zwei in Italien, Großbritannien und Russland. Je eine Fabrik steht in Deutschland, Rumänien, Indonesien, Argentinien, Mexiko, in den USA und in der Türkei.

#### Pirelli Deutschland
Die Pirelli Deutschland GmbH produziert als Tochtergesellschaft des weltweit tätigen Pirelli-Konzerns Pkw- und Motorradreifen für den High- und Ultra-High-Performance-Bereich. Die Produktion für Pkw-Reifen in Deutschland findet am Standort Breuberg in Südhessen statt. Die dort produzierten Reifen werden in erster Linie zur Erstausrüstung an Automobilhersteller geliefert. Zusätzlich wird ein großer Teil der Reifen für den Ersatzmarkt hergestellt.
Die Wurzeln der heutigen Pirelli Deutschland GmbH liegen im Jahr 1903, als sich der Erfinder des Laufstreifenprofils für Fahrradreifen, Friedrich Veith (1860–1908), selbstständig machte und die Veith & Co. in Sandbach im Odenwald gründete. Im Jahr 1906 wurde hieraus die Veithwerke Aktiengesellschaft. Mit der Produktion von Reifen und Schläuchen für Fahrräder, Motorräder und Automobilen wurde bis 1939 die Anzahl der Mitarbeiter auf 1000 erhöht.
Nach dem Zweiten Weltkrieg wurde 1946 die Produktion durch die Veith Gummiwerke GmbH wieder aufgenommen. 1963 erwarb der Konzern Pirelli die Mehrheitsbeteiligung an der Veith Gummiwerke GmbH mit der gleichzeitigen Umwandlung in die Veith-Pirelli GmbH. 1986 wurden bei einer Neuorganisation der Pirelli-Tochterfirmen in Deutschland die Pirelli Reifenwerke (PRW) gegründet, die zusammen mit den anderen in Deutschland tätigen Pirelli-Firmen unter dem Dach der Pirelli Deutschland GmbH verwaltet werden.

### Kabel
Durch die Übernahme der Kabelproduktion von Siemens in Berlin, Schwerin und Neustadt bei Coburg und weiteren Produktionsstätten in Großbritannien war Pirelli eine Zeit lang der größte europäische Hersteller von Energie- und Telekommunikationskabeln.
Nach vergeblicher Suche nach einem Interessenten für die Kabelsparte, der die Zustimmung der Kartellbehörden erlangen könnte, wurde die Kabelproduktion Mitte 2005 vollständig an die neu gegründete Firma Prysmian verkauft, um weitere bedeutende Investitionen im Reifensektor zu finanzieren.

### Breitband
Seit dem Jahr 2000 betätigt sich Pirelli auch im Bereich der schnellen Datenverbindungen.

### Wohnungsbau
Prelios (ehemals Pirelli & C. Real Estate SpA) ist eine Wohnungsbaugesellschaft und war eine Tochtergesellschaft der Pirelli & C. SpA.
Seit Oktober 2010 ist sie als eigenständige Gesellschaft an der Börse gelistet.

### Einstieg von Rosneft
Am 17. März 2014 gab Pirelli den Einstieg des russischen Ölkonzerns Rosneft bekannt. Rosneft erwarb für 500 Mio. Euro 13 % der Anteile und übernahm zudem Schulden in Höhe von 250 Mio. Euro. Gesellschafter der Holding Cam Finanziaria (Camfin), der 26,2 % der Anteile an Pirelli gehören, sind zur Hälfte Rosneft, die italienischen Banken Intesa Sanpaolo und Unicredit sowie eine Investmentfirma des Pirelli-Verwaltungsratsvorsitzenden Marco Tronchetti Provera.

### Einstieg der China National Chemical Corporation
Am 23. März 2015 wurde bekannt, dass das chinesische Staatsunternehmen ChemChina eine vollständige Übernahme von Pirelli plante. Die Reifensparte der Chinesen erwarb zunächst den Anteil von 26,2 %, der bisher von der Investmentgesellschaft Camfin gehalten wurde. Danach wurde über ein öffentliches Übernahmeangebot von 15 Euro je Aktie der Konzern vollständig übernommen. Der Kaufpreis betrug insgesamt 7,1 Mrd. Euro. Das Delisting der Pirelli-Aktien von der Mailänder Börse erfolgte am 6. November 2015. Im Oktober 2017 wurde Pirelli durch ChemChina erneut an die Börse gebracht, der Anteil ChemChinas sank damit auf 45,52 %.

## Sport

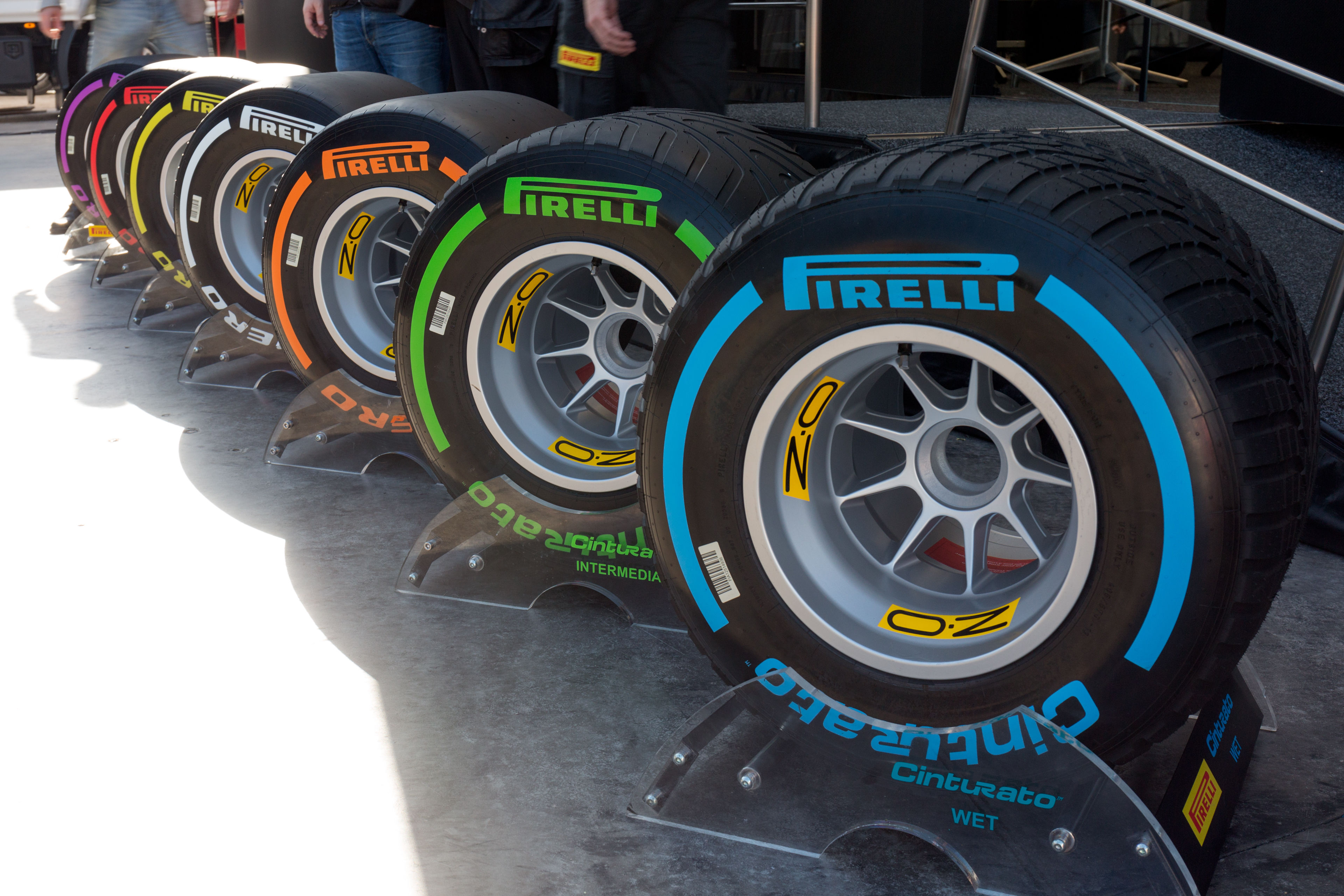
Pirelli Formel-1-Reifen (2017)

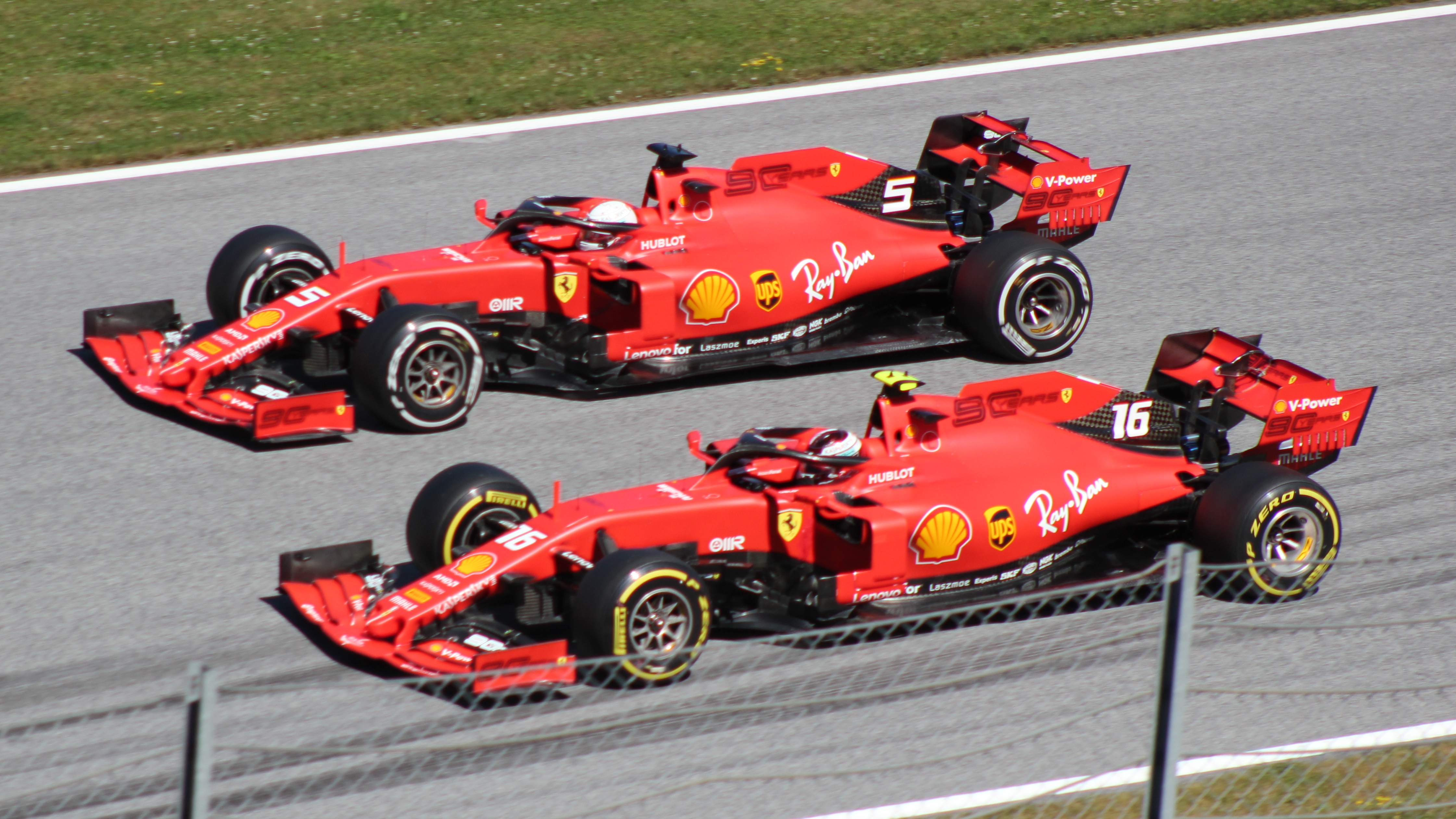
Formel-1-Fahrzeuge mit Reifen von Pirelli (2019)

Pirelli war von 1995 bis 2021 Hauptsponsor des italienischen Fußballklubs Inter Mailand an dem es weiterhin einen Minderheitsanteil hält. Darüber hinaus liefert Pirelli die Einheitsreifen für die FIM Superbike-Weltmeisterschaft und die FIA-Rallye-Weltmeisterschaft. Zudem beliefert Pirelli seit 2011 die Formel 1, die Formel 2 und die Formel 3 mit Einheitsreifen. Die Schweizer Niederlassung Pirelli Tyre (Suisse) SA ist Sponsor des Schweizer Fußballklubs FC Basel sowie des schweizerischen Ski-Verbandes Swiss-Ski. In den 1960er Jahren veranstaltete die Firma das Radrennen um den Großen Preis Veith-Pirelli.
| Nr.    | Name         | Farbe | Farbe                | Profil              | Fahrbedingung           | Grip                    | Haltbarkeit             |
| ------ | ------------ | ----- | -------------------- | ------------------- | ----------------------- | ----------------------- | ----------------------- |
| 1      | Hard (Hart)  |       | Weiß (ohne Streifen) | Slick (ohne Profil) | Trocken – leicht feucht | 5 – (am wenigsten Grip) | 1 (wenigste Abnutzung)  |
| 2      | Hard (Hart)  |       | Weiß (mit Streifen)  | Slick (ohne Profil) | Trocken – leicht feucht | 4                       | 2                       |
| 3      | Medium       |       | Gelb                 | Slick (ohne Profil) | Trocken – leicht feucht | 3                       | 3                       |
| 4      | Soft (Weich) |       | Rot (mit Streifen)   | Slick (ohne Profil) | Trocken – leicht feucht | 2                       | 4                       |
| 5      | Soft (Weich) |       | Rot (ohne Streifen)  | Slick (ohne Profil) | Trocken – leicht feucht | 1 – (am meisten Grip)   | 5 – (höchste Abnutzung) |
| 6      | Intermediate |       | Grün                 | Reifen mit Profil   | Feucht                  | N/A                     | N/A                     |
| 7      | Wet          |       | Blau                 | Reifen mit Profil   | Nass                    | N/A                     | N/A                     |
| Quelle |              |       |                      |                     |                         |                         |                         |

## Kalender
Seit 1964 gibt das Unternehmen den jährlich in einer begrenzten Auflage erscheinenden Pirelli-Kalender in Auftrag, der nicht käuflich zu erwerben ist, sondern nur an ausgesuchte Kunden und Partner des Unternehmens abgegeben wird.

## Anteilseigner
(Stand: Januar 2025)
| Anteil | Anteilseigner                                            |
| ------ | -------------------------------------------------------- |
| 37,0 % | ChemChina über die Marco Polo International Italy S.r.l. |
| 26,4 % | Marco Tronchetti Provera über die Camfin S.p.A.          |
| 36,6 % | Streubesitz                                              |